# De vergeten koningin
De vergeten koningin is het derde deel van de stripreeks Lotusbloem van de Belgische striptekenaar en schrijver Franz Drappier. Het album verscheen met een zachte kaft en een harde kaft in 1990 bij uitgeverij Arboris. In 1995 werd het album eenmaal herdrukt.

## Verhaal
Theodora, de moeder van Timok, wordt verstoten door Kaliber Khan en dient het hof te verlaten. Met een kleine delegatie reist zij af om een onmogelijke opdracht te verwezenlijken: jonge bruiden zoeken voor de Khan. Op haar zoektocht wordt zij vergezeld door Een-oog, Kalibers' adviseur. Als ze het grensgebied met China doortrekt wordt de moeder van Timok en haar begeleiders gevangen genomen. Timok bevrijdt Een-oog.